# Neophyllaphis grobleri
Neophyllaphis grobleri är en insektsart. Neophyllaphis grobleri ingår i släktet Neophyllaphis och familjen långrörsbladlöss. Inga underarter finns listade i Catalogue of Life.